# Linie následnictví italského trůnu

Znak Italského království

Následnictví italského trůnu bylo do zrušení monarchie v Itálii (1946) určeno podle salického práva.

## Podmínky a okolnosti následnictví
Následník trůnu musí být mužského pohlaví a pocházet z mužské linie savojské dynastie. Dále musí být římskokatolického vyznání a musí být zákonným potomkem svých rodičů. Následnictví bylo upraveno v ústavě italského království (Statuto Albertino), které bylo nástupcem sardinského království a mělo stejné následnické právo. 
Následnictví dle salického práva výhradně pro mužské potomky v mužské linii Savojského domu mělo za důsledek fixaci funkce italského krále na post hlavy rodu a tudíž nedělitelnost koruny a savojské dynastie (pokud by dynastie zcela nevymřela); tím pádem nemohlo dojít ke sloučení italské koruny s trůnem jiné země.
Současným pretentem italského trůnu je princ Viktor Emanuel, kníže neapolský, který byl posledním italským korunním princem a synem posledního krále Umberta II. Jeho pozice jediného nárokovatele zaniklého trůnu, ale není absolutní. V červenci 2006 se jeho vzdálený bratranec Amadeus, vévoda z Aosty (třetí v pořadí následnictví) prohlásil hlavou savojské dynastie a pretendentem italského trůnu. Důvodem dle Amadea bylo to, že Viktor Emanuel nepožádal svého otce Umberta II. o povolení ke sňatku a nemá tak právo být následníkem trůnu. Spor oba uchazeči o trůn řešili také soudní cestou a došlo k fyzické potyčce během královské slavnosti v paláci Zarzuela v Madridu v roce 2004. Pokud by syn nynějšího pretendenta princ Emanuel Filibert, který má pouze dvě dcery neměl mužského potomka, následnictví trůnu i tak přechází do aostské větve rodu. 28. prosince 2019 však princ Viktor Emanuel, kníže neapolský upravil linii následnictví a určil, že nástupnictví je dědičné podle kritéria absolutní primogenitury, tedy bez rozdílu pohlaví. Prohlásil tak, že jeho vnučky Vittoria Cristina Chiara Adelaide Maria a Luisa Giovanna Bianca Agata Gavina Maria jsou královskými princeznami a mají nárok na titul Její královská Výsost. Druhý pretendent italského trůnu, Amedeus Savojský prohlásil již 15. ledna 2020 toto zrušení salického práva za neplatné a nelegitimní. Podobně se vyjádřila Konzulta senátorů království stejného dne.
Dále jsou v článku uvedena následnictví někdejších monarchií na území Itálie, před jejím sjednocením.

## Linie následnictví italského trůnu
Linie následnictví na zrušený italský (a sardinský) trůn je následující:
Číslo za lomítkem označuje pozici následníka, pokud se opomenou primogeniturní potomci.
- -  JV král Umberto I. (1844–1900)
    -   JV král Viktor Emanuel III. (1869–1947)
      -   JV král Umberto II. (1904–1983)
        -  JkV Viktor Emanuel, kníže neapolský (1937–2024)
          - JkV Emanuel Filibert, kníže piemontský (* 1972), pretendent trůnu
            - (1) JkV Vittoria Cristina Chiara Adelaide Maria (* 2003)
            - (2) JkV Luisa Giovanna Bianca Agata Gavina Maria (* 2006)

  -  JV Amadeus I. Španělský (1845–1890)
    -  JkV Emanuel Filibert Savojský z Aosty (1869–1931)
      -  JkV Aimon, vévoda z Aosty (1900–1948)
        - JkV Amadeus, vévoda z Aosty (1943–2021)
          -  JkV  Aimon, vévoda z Apulie  (* 1967)
            - (1) JkV Umberto  (* 2009)
            - (2) JkV Amedeo  (* 2011)

## Následnictví trůnu bývalých italských monarchií

### Modena
Linie následnictví na bývalý modenský trůn je následující:
- Ercole III. (1727–1803)
  -  Marie Beatrice d'Este (1750–1829)
Ferdinand Karel Habsbursko-Lotrinský (1754–1806)
    -  František IV. Modenský (1779–1846)
      -  František V. Modenský (1819–1875)
      - Ferdinand Karel Viktor (1821–1849)
        -  Marie Tereza (1849–1919)
          -  Ruprecht Bavorský (1869–1955)
            -  Albrecht Bavorský (1905–1996)
              - JKV František, vévoda bavorský (*1933)
              - (1) JKV Max-Emanuel Bavorský (*1937) 
                -  (2) JKV Sophie Bavorská (*1967)
                  - (3) JJ Joseph Wenzel (*1995)
                  - (4) JJ Georg Antonius (*1999)
                  - (5) JJ Nikolaus (*2000)

    -  Marie Tereza (1773–1832)
      -  Marie Tereza (1803–1879)
        -  Karel III. Parmský (1823–1854)
          -  Robert I. Parmský (1848–1907)
            - příslušníci Bourbonsko-Parmské dynastie, viz níže
            -  Zita Bourbonsko-Parmská (1892–1989)
              -  Robert Rakouský-d'Este (1917–1996)
                - Jckv Lorenz Rakouský d'Este (*1955)
                  - (1) Jckv Amadeo Belgický (*1986)
                  -  (2) Joachim Belgický (* 1991)

                - (3) Jckv Gerhard Rakouský d'Este (*1957)
                -  (4) Jckv Martin Rakouský d'Este (*1959) 
                  - (5) Jckv Bartolomeo Rakouský d'Este (*2006)
                  - (6) Jckv Emanuele Rakouský d'Este (*2008)
                  -  (7) Jckv Luigi Rakouský d'Este (*2011)

### Parma
V parmském vévodství vládli od roku 1545 dědičně vévodové z rodu Farnese (nemanželští potomci papeže Pavla III.), koruna přecházela z otce na syna, až do smrti vévody Raunutia II., který zanechal 3 syny: nejstarší Eduard (Odardo), prostřední František (Francesco) a nejmladší Antonín (Antonio). Potomka zanechal pouze nejstarší Eduard a to pouze dceru Alžbětu, která se po smrti svého otce a poté strýců stala dědičkou Parmy. Tasi za manželka vzala ovdovělého španělského krále Filipa V. a dědicem Parmy se stál jejich syn Karel, který byl také potenciálním dědicem Toskánska. Karel vládl Parmě po smrti vévody Antonína od roku 1731 do 1735, kdy vídeňským mírem, kterým Karel sice získal Neapolsko a Sicílii, ale ztratil Parmu, která připadla Habsburkům v osobě císaře Karla VI. a poté jeho dcery Marie Terezie. Potomci Alžběty Farnese získali Parmu zpět v osobě karlova mladšího bratra Filipa roku 1748 a jeho potomci zde vládli až na malé období během a po napoleonských válkách do sjednocení Itálie v roce 1860. Navrácení Parmy právoplatným dědicům, ale byl pod podmínkou, že pokud vymře Filipovo potomstvo v mužské linii (tj. bourbonsko-parmská dynastie) vrátí se Parma Rakousku. Stejně tak by se Parma vrátila Rakousku pokud by se jeho bratr Karel, stal španělským králem a Filipovi by připadla obojí Sicílie resp. později upraveno tak, že pokud se pozdější vládce Parmy měl stát králem Španělska nebo obojí Sicílie měla Parma připadnout zpět Rakousku.
Následnický řád byl de facto salické právo. Následníkem trůnu byl legitimní mužský potomek Filipa Parmského dle pravidla primogenitury: nejstarší syn měl přednost před mladším, starší linie před mladší.
Linie následnictví na bývalý parmský trůn je následující:
- Alžběta Parmská (1692–1766)
  -  Filip Parmský (1720–1765)
    -  Ferdinand Parmský (1751–1802)
      - Ludvík Parmský (1773–1803)
        -  Karel II. Parmský (1799–1883)
          -  Karel III. Parmský (1823–1854)
            -  Robert I. Parmský (1848–1907)
              - František Xaver Bourbonsko-Parmský (1889–1977)
                - Karel Hugo Bourbonsko-Parmský (1930–2010)
                  - JKV  Karel Bourbonsko-Parmský (*1970)
                    - (1) JKV Karel Bourbonsko-Parmský (*2016)

                  - (2) JKV Jakub Bourbonsko-Parmský (*1972)

                - (3) JKV Sixtus Bourbonsko-Parmský (*1940)

              - René Bourbonsko-Parmský (1894–1962)
                - Jacques Bourbonsko-Parmský (1922–1964)
                  - (4) JKV Philippe Bourbonsko-Parmský (*1949)
                    - (5) JKV Jacques Bourbonsko-Parmský (*1986)
                    - (6) JKV Joseph Bourbonsko-Parmský (*1989)

                  - (7) JKV Alain Bourbonsko-Parmský (*1955)

                - Michel Bourbonsko-Parmský (1926-2018)
                  - (8) JKV Éric Bourbonsko-Parmský (*1953)
                    - (9) JKV Michel de Bourbon-Parme (*1989)
                    - (10) JKV Henri Bourbonsko-Parmský (*1991)

                  - (11) JKV Charles-Emmanuel Bourbonsko-Parmský (*1961)
                    - (12) JKV Amaury Bourbonsko-Parmský (*1991)

                -  André Bourbonsko-Parmský (1928–2011)
                  - (13) JKV Axel Bourbonsko-Parmský (*1968)
                    - (14) JKV Côme Bourbonsko-Parmský (*1997)

              - Louis Bourbonsko-Parmský (1899–1967)
                - Guy Bourbonsko-Parmský (1940–1991)
                  - (15) JKV Louis Bourbonsko-Parmský (*1966)
                    - (16) JKV Guy Bourbonsko-Parmský (*1995)

                - (17) Rémy Bourbonsko-Parmský (*1942)
                  - (18) JKV Tristan Bourbonsko-Parmský (*1974)

                - (19) JKV Jean Bourbonsko-Parmský (*1961)
                  - (20) JKV Arnaud Bourbonsko-Parmský (*1989)
                  - (21) JKV Christophe Bourbonsko-Parmský (*1991)

### Toskánsko
Toskánské velkovévodství existovalo od roku 1569 do roku 1859. Prvním velkovévodou byl Cosimo I. Medici (předtím byl de facto dědičným vládcem florentské republiky), který byl dědičným velkovévodou ustanoven bulou papeže Pia V. Následnictví trůnu bylo stanoveno v mužském potomstvu Cosima Medicejského dle řádu primogenitury. Problém nastal počátkem 18. století, kdy začal rod Mediciů vymírat. Před smrtí velkovévody Cosima III. zbyl z následníků pouze jeho druhý syn Gian Gaston, který během svého života nezanechal dědice. Proto se Cosimo III. rozhodl ustanovit případnou dědičkou celého velkovévodství svou dceru Annu Marii Luisu, což se ovšem setkalo s odporem císaře Karla VI., který se stále považoval za lenního pána severní Itálie. V červenci 1717 tak Cosimo III. rozhodl že v případě vymření rodu, připadne Toskánsko modenskému rodu Estenů. Rok poté ale císař zrušil Cosimovo rozhodnutí, jelikož považoval spojení Modeny a Toskánska jako nepřijatelné. Dalším potenciálním dědicem byl Karel Španělský (*1716), syn a dědic Alžběty Farnese, která byla sama dědičkou vymírajícího rodu Farnese který vládl v parmskému vévodství. Alžběta byla dcerou prince Eduarda, který byl synem vévody Raunutia II., který sám byl vnukem toskánského velkovévody Cosima II. Medicejského přes jeho dceru Markétu. Karel Španělský byl v roce 1731 za vlády velkovévody Giana Gastona Medicejského (poslední z rodu Medici) uznán dědicem velkovévodství. 
Svého následnictví v Toskánském velkovévodství se Karel Španělský vzdal vídeňským mírem v roce 1738, kterým zároveň ztratil Parmu, kde vládl od roku 1731, ale získal království obojí Sicílie. Karel se následnictví po Medicejských vzdal ve prospěch Františka III. Lotrinského, který vyměnil následnictví po Medicejských za rodné Lotrinsko, které získal vyhnaný polský král Stanislav I. Leszczyński a po jeho smrti připadlo Francii. V roce 1764 si Karlova dcera Marie Ludovika vzala za muže syna nového velkovévody Františka, arcivévodu Petra Leopolda Habsbursko-Lotrinského, který byl následníkem svého otce, který rok poté zemřel. Po smrti císaře Josefa II. roku 1790 se jeho právoplatným nástupcem stal bratr Petr Leopold a velkovévodou se stal druhorozený syn velkovévodského páru Ferdinand III., který tak byl potomkem předchozí Medicejské dynastie. Prvorozený syn František se stal následníkem otce v Říši a tak se toskánského následnictví vzdal.
Jelikož František II./III. Štěpán vyměnil Toskánsko za Lotrinsko, tak následnické právo zůstalo stejné jako v Lotrinsku tj. dědicem trůnu je nejstarší syn, poté mladší synové, starší linie má přednost před mladší, všichni mužští příslušníci lotrinského rodu před ženami, které nastupují až v případě vymření rodu po meči. Pokud by došlo k vymření potomků Františka Štěpána po meči mělo Toskánsko připadnout potomkům jeho bratrů resp. dalším lotrinským princům v pořadí, jelikož ale jedinou větví lotrinského rodu zůstala habsbursko-lotrinská dynastie, jsou všichni pravděpodobní dědicové Toskánska potomci právě Františka Štěpána Lotrinského.
Linie následnictví na bývalý toskánský trůn je následující:
- František II. Štěpán (1708–1765)
  -  Petr Leopold I. (1747–1792)
    -  Ferdinand III. (1769–1824)
      -  Leopold II. (1797–1870)
        -  Ferdinand IV. (1835–1908)
          - Petr Ferdinand (1874–1948)
            - Gottfried (1902–1984)
              - Leopold František (*1942), své pozice hlavy toskánské větve se vzdal ve prospěch syna
                - Jckv Zikmund (*1966), pretendent trůnu, hlava toskánské větve rodu
                  - (1) Jckv Leopold Amadeo (*2001)
                  - (2) Jckv Maxmilián (*2004)

                - (3) Jckv Guntram (*1967)

            - Georg Toskánský (1905–1952)
              - (4) Jckv Radbot Toskánský (*1938)
              - (5) Jckv  Georg Maria Toskánský (*1952)

        -  arcivévoda Karel Salvátor (1839-1892)
          - arcivévoda Leopold Salvátor (1863-1931)
            -  arcivévoda Antonín Rakousko-Toskánský (1901-1987)
              -  (6) arcivévoda Dominik (*1937); obě jeho manželství jsou morganatická

          -  arcivévoda František Salvátor (1866-1939)
            - arcivévoda Hubert Salvátor (1894-1971)
              - Fridrich Salvátor (1927-1999)
                - (7) arcivévoda Leopold Toskánský (*1956)
                -  (8) arcivévoda Alexandr Salvátor Toskánský (*1959)
                  - (9) arcivévoda Konstantin Salvátor Toskánský (*2002)
                  -  (10) arcivévoda Pavel Salvátor Toskánský (*2003) 

              - (11) arcivévoda Andreas Salvátor Toskánský (*1936)
                - (12) arcivévoda Thaddäus Salvátor Toskánský (*2002)
                -  (13) arcivévoda Kazimír Salvátor Toskánský (*2003)

              - (14) arcivévoda Markus Toskánský (*1946); manželství morganatické
              - (15) arcivévoda Johann Toskánský (*1947); manželství morganatické
              -  (16) arcivévoda Michael Toskánský (*1949) 

            -  arcivévoda Theodor Salvátor Toskánský (1899-1978)
              - (17) arcivévoda Karel Salvátor Toskánský (*1936)
                - (18) arcivévoda Matyáš Toskánský (*1971); obě manželství morganatická
                - (19) arcivévoda Johannes Toskánský (*1974)
                - (20) arcivévoda Bernhard Toskánský (*1977)
                -  (21) arcivévoda Benedikt Toskánský (*1983)

Další v pořadí následnictví toskánského trůnu jsou pravděpodobně potomci uherského palatina a arcivévody Josefa (1776–1847) a poté možná potomci jeho nejstaršího bratra císaře a krále Františka.
Následující rodokmen ukazuje příbuznost velkovévodů z rodu Medici a Lotrinských:
- JKV Cosimo I. Medicejský (1519–1574)
  -  JKV František I. Medicejský (1541–1587)
  -  JKV Ferdinand I. Medicejský (1549–1609)
    -  JKV Cosimo II. Medicejský (1590–1621)
      -  JKV Ferdinand II. Medicejský (1610–1670)
        -  JKV Cosimo III. Medicejský (1642–1723)
          -  JKV Gian Gastone Medicejský (1671–1737)

      - Markéta Medici (1612–1679)
        - Ranuccio II. Farnese (1630–1694)
          - Eduard Farnese (1666–1693)
            - Alžběta Farnese (1692–1766)
              - Karel III. Španělský (1716–1788)
                - Marie Ludovika Španělská (1745–1792)
 Petr Leopold I. (1747–1792)
                  -  Ferdinand III. (1769–1824)
                    -  Leopold II. (1797–1870)
                      -  Ferdinand IV. (1835–1908)

### Obojí Sicílie
Království obojí Sicílie zaniklo v roce 1860, kdy bylo připojeno k vznikajícímu Italskému království. Následnickým řádem bylo dle pragmatické sankce krále Karla III. z října 1759 polo-salické právo (rakouský systém), tj. stejný systém jako v Rakousku-Uhersku. Dědicem trůnu může být pouze mužský potomek v mužské linii krále Ferdinanda I., který byl třetím synem krále Karla III., následníkem dle primogenitury tak byl vždy nejstarší syn, poté bratři mladší. Pokud by nebylo mužských potomků v mužské linii Ferdinanda I. měla se stát dědicem trůnu žena nejbližší poslednímu panovníkovi (mužskému dědicovi trůnu) a poté její mužské potomstvo dle stejného systému jako pro potomstvo Ferdinanda I. Ale pokud by i potomstvo ženských dědiček vymřelo, tak měl připadnout trůn potomkům bratrů Karla III. Pokud by i toto potomstvo zcela vymřelo tak měl trůn připadnout zpět španělským Bourbonům (tj. potomci Karla IV. staršího syna Karla III.), ale tak že se trůny Španělska a obojí Sicílie neměly opětovně spojit, ale dědicem sicilského trůnu se měl stát dědic, který nebyl ani králem Španělska ani jeho dědicem (kníže asturský). Dědici trůnu museli vždy býti potomky řádného manželství schváleného hlavou královské rodiny.
Od roku 1960, kdy zemřel princ Ferdinand, syn posledního následníka trůnu z dob monarchie Alfonse Bourbonsko-Sicilského, vedou dvě větve rodu spor o to která z nich má právo na post hlavy královské rodiny a sicilské větve bourbonského rodu. Primogeniturní větev jsou potomci Carlose Bourbonsko-Sicilského, který byl druhorozeným synem  Alfonse Bourbonsko-Sicilského. Rivalové primogeniturní větve jsou potomci jeho třetího syna prince Raniera, následováni v nároku potomky čtvrtého syna Gabriela. Primogeniturní větev uznává nároky všech potomků Alfonse Bourbonsko-Sicilského. Spor o následnictví spočívá ve vzdání se práva následnictví trůnu Carlosem Bourbonsko-Sicilským, když se oženil se starší sestrou španělského krále Alfonse XIII. infantkou Mercedes, které jeho potomci neuznávají. Většina královských rodů neuznává nárok primogeniturní větve. Princpiálně se jedná o stejný spor v následnictví jako v případě brazilského trůnu.
Linie následnictví na bývalý neapolsko-sicilský trůn je následující:
Číslo za lomítkem označuje pozici následníka z mladší linie.
- Ferdinand I. Neapolsko-Sicilský (1751–1825)
  -  František I. Neapolsko-Sicilský (1777–1930)
    -  Ferdinand II. Neapolsko-Sicilský (1810–1859)
      -  František II. Neapolsko-Sicilský (1836-1894)
      - Alfons Bourbonsko-Sicilský (1841–1934), pretendent trůnu
        - Ferdinand Bourbonsko-Sicilský (1869-1960), pretendent trůnu
        - Karel Bourbonsko-Sicilský (1870–1949)
          - Alfons Bourbonsko-Sicilský (1901–1964), pretendent trůnu ze starší linie
            - Karel Bourbonsko-Sicilský (1938-2015), pretendent trůnu ze starší linie
              - JKV Petr Bourbonsko-Sicilský (*1968), současný pretendent trůnu ze starší linie
                - (1) JKV Jakub Bourbonsko-Sicilský (*1993)
                - (2) JKV Jan Bourbonsko-Sicilský (*2003)
                - (3) JKV Pavel Bourbonsko-Sicilský (*2004)
                - (4) JKV Petr Bourbonsko-Sicilský (*2007)

        - Ranier Bourbonsko-Sicilský (1883–1973), pretendent trůnu z mladší linie
          - Ferdinand Bourbonsko-Sicilský (1926–2008), pretendent trůnu z mladší linie
            - (5) JKV Karel Bourbonsko-Sicilský (*1963), současný pretendent z mladší linie
              - (/1) JKV Marie-Karolína Bourbonsko-Sicilská (*2003)
              - (/2) JKV Marie Chiara Bourbonsko-Sicilská (*2005)

        - Gabriel Bourbonsko-Sicilský (1897–1975)
          - Antonín Bourbonsko-Sicilský (1929-2019)
            - (6/3) JKV František Bourbonsko-Sicilský (*1960)
              - (7/4) JKV Antonín Bourbonsko-Sicilský (*2003)

            - (8/5) JKV Gennaro Bourbonsko-Sicilský (*1966)

          - (9/6) JKV Kazimír Bourbonsko-Sicilský (*1938)
            - (10/7) JKV Ludvík Bourbonsko-Sicilský (*1970)
            - (11/8) JKV Alexandr Bourbonsko-Sicilský (*1974)